# ابراهیم شبرخیتی
برهان‌الدین ابراهیم شبرخیتی (؟ -۱۶۹۴) فقیه مالکی مصری بود. نسب کامل او «برهان الدین ابراهیم بن مرعی بن عطیه شبرخیتی» ذکر شده است.

## آثار
- فتوحات الوهبیه بشرح الأربعین حدیثاً للنوویه
- شرح مختصر خلیل